# کورن‌وال
کورن‌وال (به انگلیسی: Cornwall) یکی از شهرستان‌های تشریفاتی در جنوب غربی انگلستان است. این شهرستان در نوک شبه‌جزیرهٔ انگلستان قرار گرفته و از شمال و غرب به اقیانوس اطلس، از جنوب به مرز انگلستان و از شرق به دوون محدود است. جمعیت آن  ۵۳۴٬۳۰۰ نفر و مساحت آن  ۳٬۵۶۳ کیلومتر مربع است.

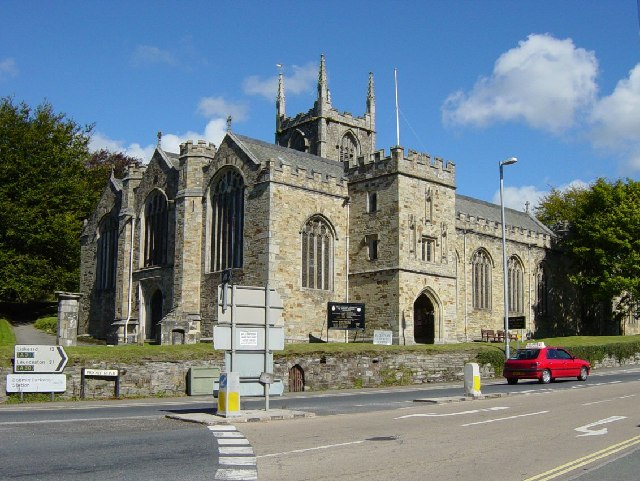

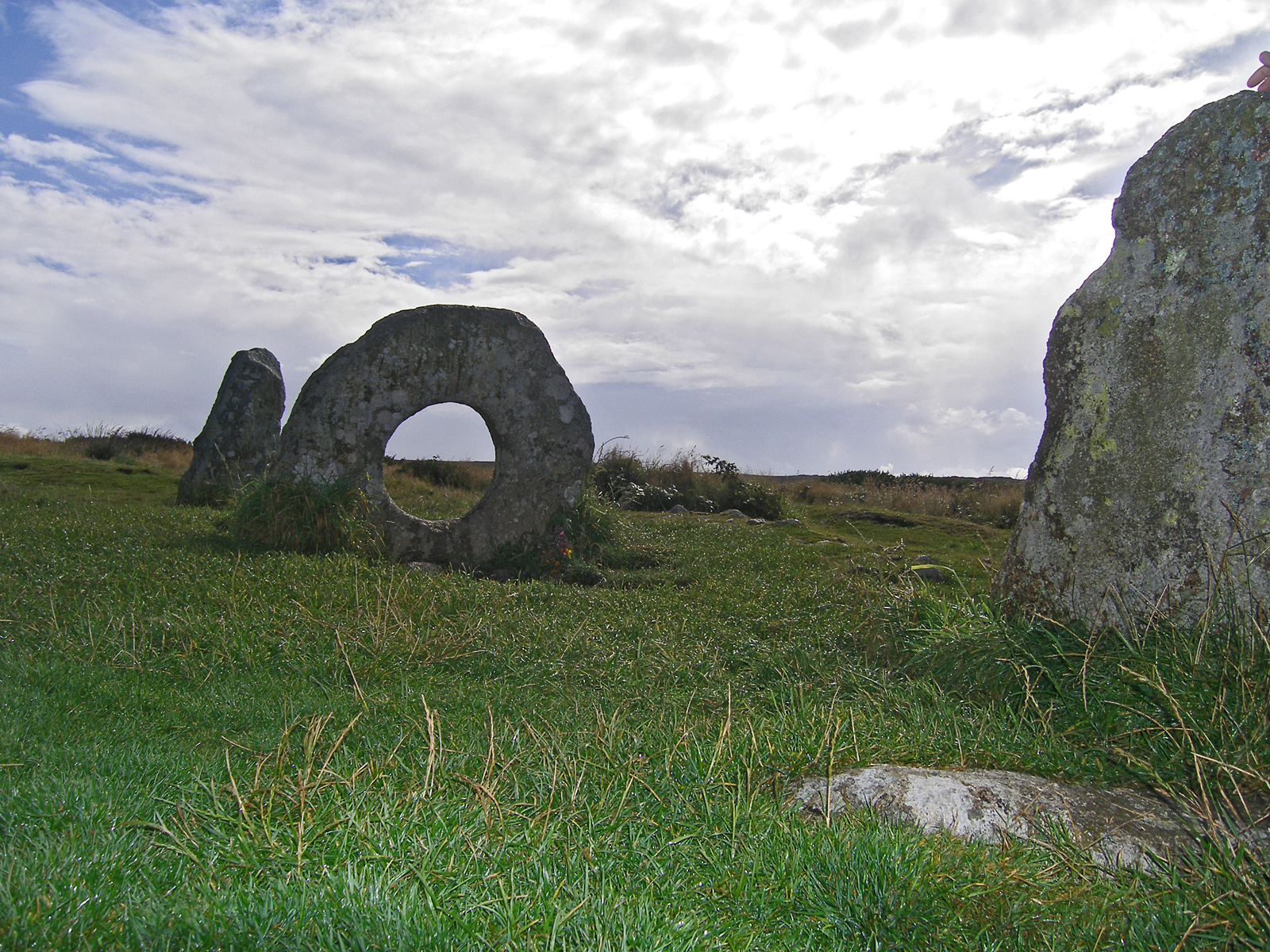